# Ливерпул (река)
Ливерпул — река, протекающая в Северной территории, Австралия.
Река берёт своё начало на восточной оконечности горного кряжа Спенсер и несёт свои воды на север, впадая в конечном итоге в Арафурское море южнее острова Бэт и юго-западнее коммуны аборигенов Манингрида.
Устье реки образует эстуарий, практически не тронутый человеком. Площадь акватории эстуария составляет 33,8 км². Устье покрыто мангровыми лесами на площади в 60,8 км².
Общая площадь бассейна реки составляет 8280 км². С запада бассейн ограничен бассейном реки Гумадир, с востока — реки Блайт, с юга — реки Ропер. Годовой сток — 3,81 км³. Длина — 138 км. Притоки — Манн, Томкинсон, Муралидбар и Мангабор.
Название реке дал в 1818 году Филлип Паркер Кинг в честь Роберта Дженкинсона, 2-го графа Ливерпула.